# Réquiem (Ligeti)
O réquiem de Ligeti começou a ser composto no ano de 1963 terminando apenas no início de 1965, trazendo em sua forma todas as características musicais do compositor sem deixar de lado a tradição musical de um Réquiem, foi estreado em 14 de março em Estocolmo. Esta obra acaba sendo uma das mais famosas de Ligeti, usada na trilha sonora de muitos filmes como Godzilla e 2001 Uma Odisséia no Espaço.

## Vocal
Para a partitura do Réquiem de Ligeti, foram escritas 2 partes para solistas soprano e mezzo-soprano, com mais 1 coro misto..

## Orquestração
- 3 Flautas
- 2 Flautins
- 3 Oboés
- 1 Corne Inglês
- 3 Clarinetes
- 1 Clarinete baixo
- 1 Clarinete contrabaixo
- 1 Clarinete em mi bemol
- 2 Fagotes
- 1 Contra Fagote
- 5 Trompas
- 3 Trompetes
- 1 Trompete baixo
- 1 Trombone
- 1 Trombone baixo
- 1 Tuba
- 1 Percussão ( Gran Cassa, Pratos, Tamtam, Pandeiro Sinfônico, Xilofone e Glockenspiel )
- 1 Celesta
- 1 Cravo
- 26 Violinos
- 12 Violas
- 10 Violoncelos
- 8 Contrabaixos[3]

## Lux Aeterna
Lux Aeterna é uma das peças composta para coro misto de 16 pessoas escrita um ano após o réquiem, erroneamente ligada a ele por estar junta no filme de Stanley Kubrick.